# راهبات وجنود
راهبات وجنود (بالإنجليزية: Nuns and Soldiers)‏ هي رواية للكاتبة البريطانية آيريس مردوك، نشرت عام 1980، لأول مرة عن دار نشر تشاتو آند ويندوس.